# Партизанский отряд имени Хаджи Димитра
Партизанский отряд имени Хаджи Димитра (болг. Партизански отряд „Хаджи Димитър“) — подразделение Народно-освободительной повстанческой армии Болгарии, находившееся в ведении 6-й Ямболской повстанческой оперативной зоны. Отряд действовал в районе Сливена.

## История
Первые отряды партизан-коммунистов в районе Сливена появились в июне 1941 года, в начале 1942 года по ним нанесла удар полиция.
15 сентября 1942 года были сформированы две партизанские дружины — имени Георгия Георгиева и имени Сыби Димитрова (будущий отряд «Смерть фашизму»). В ноябре обе эти дружины вели бои против полицейских частей, дружина имени Георгиева успела прорваться из кольца окружения в районе Бинкос-Сливен.
Летом 1943 года дружина была преобразована в отряд, известный изначально как партизанский отряд № 2 (болг. Партизански отряд № 2), состоявший из двух рот; командиром отряда стал Иван Гинчев, комиссаром — Атанас Димитров. Отряду было дано имя в честь Георгия Георгиева, погибшего члена Ямболского комитета Болгарской коммунистической партии.
25 июля 1943 года дружина имени Георгия Георгиева провела свою первую боевую акцию и подожгла склад в селе Гавраилово. Отряд также действовал в сёлах Долно-Паничерево, Гурково, Сбориште, на шахтах «Твърдица», «Чумерна», «Свинска-Глава» и в селе Голямо-Шивачево.
25 марта 1944 года отряд вёл тяжёлый бой против частей армии и жандармерии при селе Ковачите и отступил с минимальными потерями.
В мае 1944 года отряд получил имя болгарского героя и революционера Хаджи Димитра. Командиром отряда остался всё тот же Иван Гинчев, комиссаром стал Нено Стоянов. Отряд участвовал в захвате лесного хозяйства в местности Сондите у села Генерал-Гурково, а также перерезал телефонные кабели, оборвав связь в районе.
9 сентября 1944 года отряд участвовал в установлении власти Отечественного фронта в Сливене и окрестностях.

## Известные партизаны
- Иван «Йонко» Гинчев[болг.] — командир отряда, из Малко-Чочовени
- Нено Стоянов — комиссар
- Атанас Димитров — комиссар роты имени Георгия Георгиева
- Стоян «Станимир» Павлов (1925—2004) — из Ямбола
- Тонё «Милуш» Петров (1924—2004) — из Овчи-Кладенец
- Георгий Александров «Светлё» Вылов (1924—1995) — из Ямбола
- Керана Ангелова «Катя» Димитрова (25 декабря 1920 — 19 октября 1989) — из Любенова-Махала
- Велка «Янка» Банова
- Динё «Светлё» Бакалов
- Петр Семерджиев[болг.]
- Панайот Каракачанов[болг.]
- Димитр Димов[болг.] (он же «бай Даню», он же «Танасов»)